# Prêmio Markov
O Prêmio Markov (em russo:  Премия имени академика М. А. Маркова) é concedido anualmente desde 2002 pelo Instituto de Pesquisas Nucleares da Academia de Ciências da Rússia a um físico ou grupo, por pesquisas sobre física de partículas ou outros ramos de pesquisa do instituto. É denominado em memória de Moisey Markov, concedido em 13 de maio, data de seu aniversário.

## Recipientes
- 2002 Georgy Zatsepin
- 2003 Vadim Kuzmin, Vladimir Gavrin, Thomas Bowles
- 2004 Vladimir Lobashev, Ernst-Wilhelm Otten
- 2005 Valery Rubakov, Mikhail Shaposhnikov
- 2006 Grigori Domogazki, Christian Spiering
- 2007 Evgeny Alexeyev, Olga Ryazhskaya, Oscar Saavedra
- 2008 Stanislav Mikheyev, Alexei Yuryevich Smirnov, Sergey Esin, Leonid Vladimirovich Kravchuk, Alexander Feschenko
- 2009 Vladimir Bolotov, Vladimir Obraztsov
- 2010 Veniamin Berezinsky
- 2011 Alexei Kurepin, Igor Zheleznykh, Aston Komar
- 2012 Boris Zhuikov, Nikolay Krasnikow
- 2013 Yury Kudenko, Alexander Olshevsky
- 2014 Igor Tkatschev, Alexander Dolgov
- 2015 Viktor Matvejev[1]
- 2016 Viktor Berezin, Valery Frolow